# Bataille de Kilkís
Deuxième Guerre balkanique

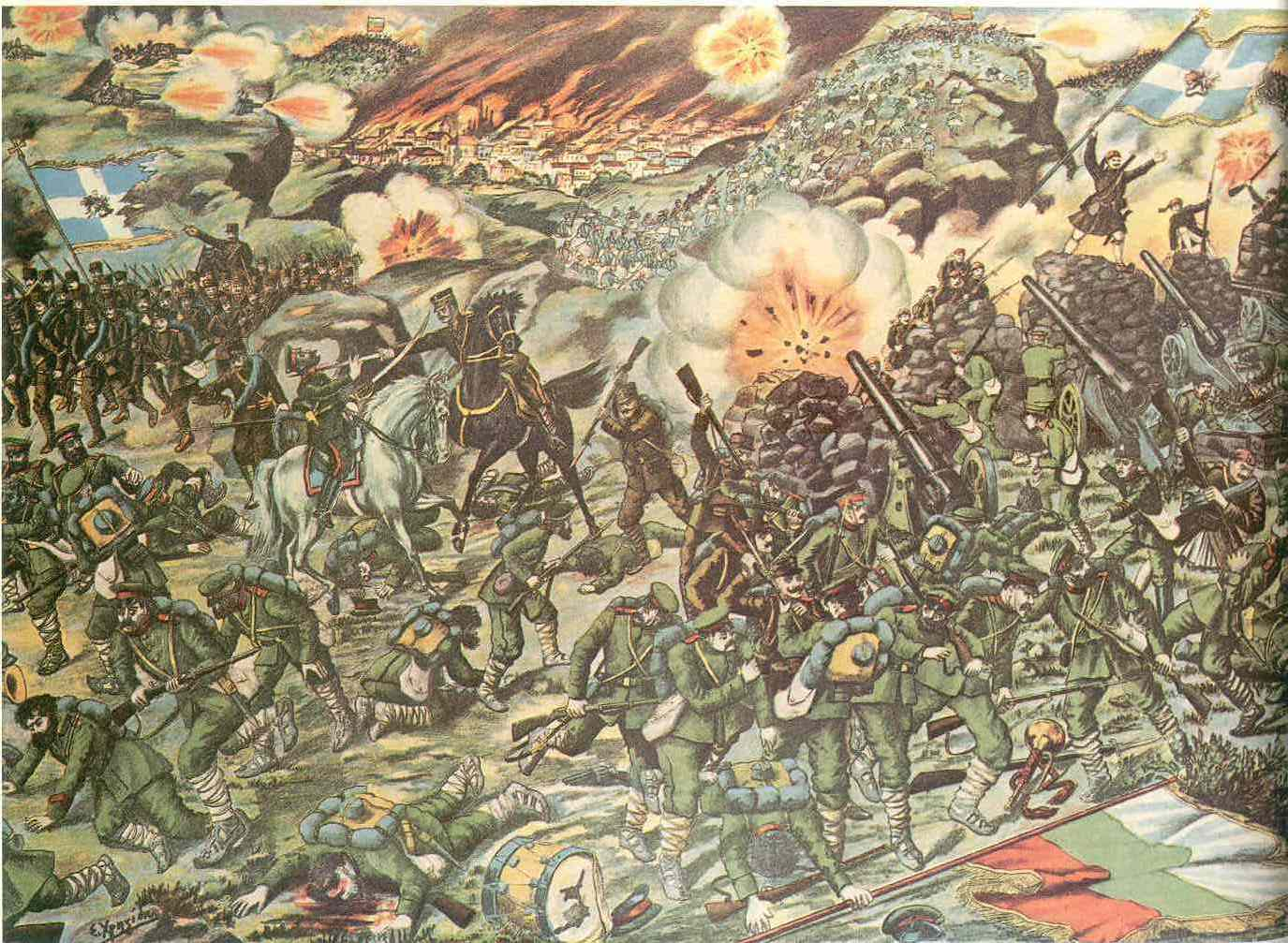
Bataille de Kilkís 1913

La bataille de Kilkís ou de Kilkís-Lahana est une bataille de la deuxième guerre balkanique qui opposa la Grèce à la Bulgarie du 19 au 21 juin 1913. Elle fut remportée par la Grèce.
La Grèce baptisa l’un de ses navires de guerre Kilkís, en l’honneur de cette victoire. Ce navire fut coulé par un avion allemand Junkers Ju 87 Stuka, le 23 avril 1941, lors de l’invasion de la Grèce par le Troisième Reich.

## Sources
1. ↑  Hall, Richard (2000). The Balkan Wars, 1912-1913: Prelude to the First World War. Interallied war, p.112
2. ↑  Raphaël Schneider, Les guerres balkaniques (1912-1913), revue Champs de Bataille, n°22, juin-juillet 2008, p.50.

- Raphaël Schneider, Les guerres balkaniques (1912-1913), revue Champs de Bataille no 22, juin-juillet 2008.